# Wonneberg
Wonneberg là một đô thị ở huyện Traunstein bang Bayern, Đức.